# جتور

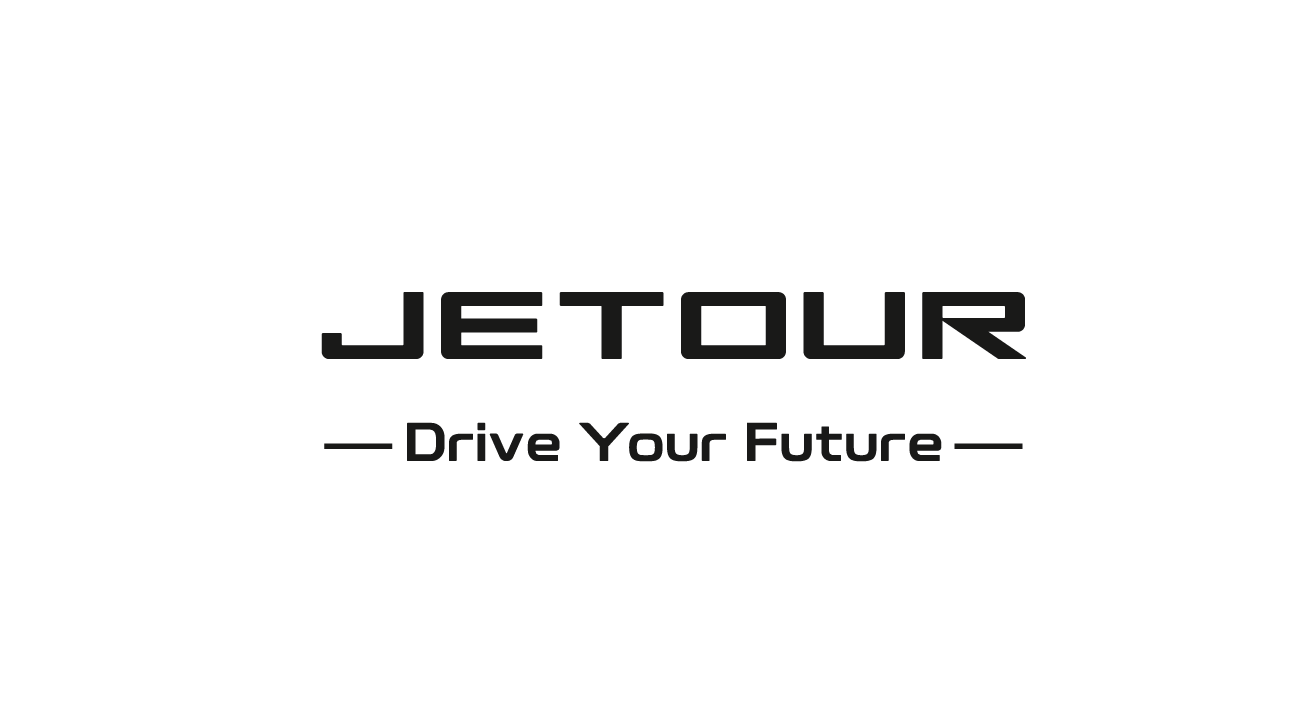
آرم جتور (Jetour)

جتور (Jetour) یک برند خودروی چینی است که توسط شرکت چری موتورز تولید می‌شود. این برند در سال ۲۰۱۸ تأسیس شد و هدف آن تولید خودروهای لوکس و اسپرت است.

## تاریخچه
جتور در سال ۲۰۱۸ توسط شرکت چری موتورز به عنوان یک برند لوکس و اسپرت تأسیس شد. این برند با هدف تولید خودروهایی که از نظر طراحی، عملکرد و فناوری در سطح جهانی قرار دارند، راه‌اندازی شد.
اولین محصول جتور، خودروی کراس‌اوور جتور X7 بود که در سال ۲۰۱۸ معرفی شد. این خودرو به سرعت به یکی از پرفروش‌ترین خودروهای چینی در بازارهای جهانی تبدیل شد.
در سال‌های بعد، جتور محصولات دیگری مانند جتور X9، جتور X70، جتور X7S و جتور X20 را نیز معرفی کرد. این محصولات نیز به موفقیت‌های قابل توجهی دست یافتند و جتور را به یکی از برندهای مطرح خودروسازی چین تبدیل کردند.

## محصولات
جتور در حال حاضر محصولات متنوعی را در کلاس‌های مختلف تولید می‌کند. این محصولات عبارتند از:
- کراس‌اوورها: جتور X7، جتور X9، جتور X70، جتور X7S، جتور X20 (فیدلیتی)
- سدان‌ها: جتور X1، جتور X3، جتور S7
- شاسی‌بلندها: جتور P7
- خودروهای اسپرت: جتور X70S

## بازار ایران
جتور در سال ۱۳۹۹ وارد بازار ایران شد. اولین محصول این برند در بازار ایران، خودروی کراس‌اوور جتور X7 بود. این خودرو در ایران با نام فیدلیتی توسط شرکت بهمن موتور عرضه می‌شود.